# Гаст (Нідерланди)
Гаст (нід. Gaast) — село в нідерландській провінції Фрисландія на узбережжі штучного прісного озера Ейсселмер. Входить до муніципалітету Південно-Західна Фрисландія.
Його площа становить 5,69км², а населення станом на 2021 рік складало 200 осіб.
Перша згадка про населений пункт датується 13-им сторіччям.

## Галерея

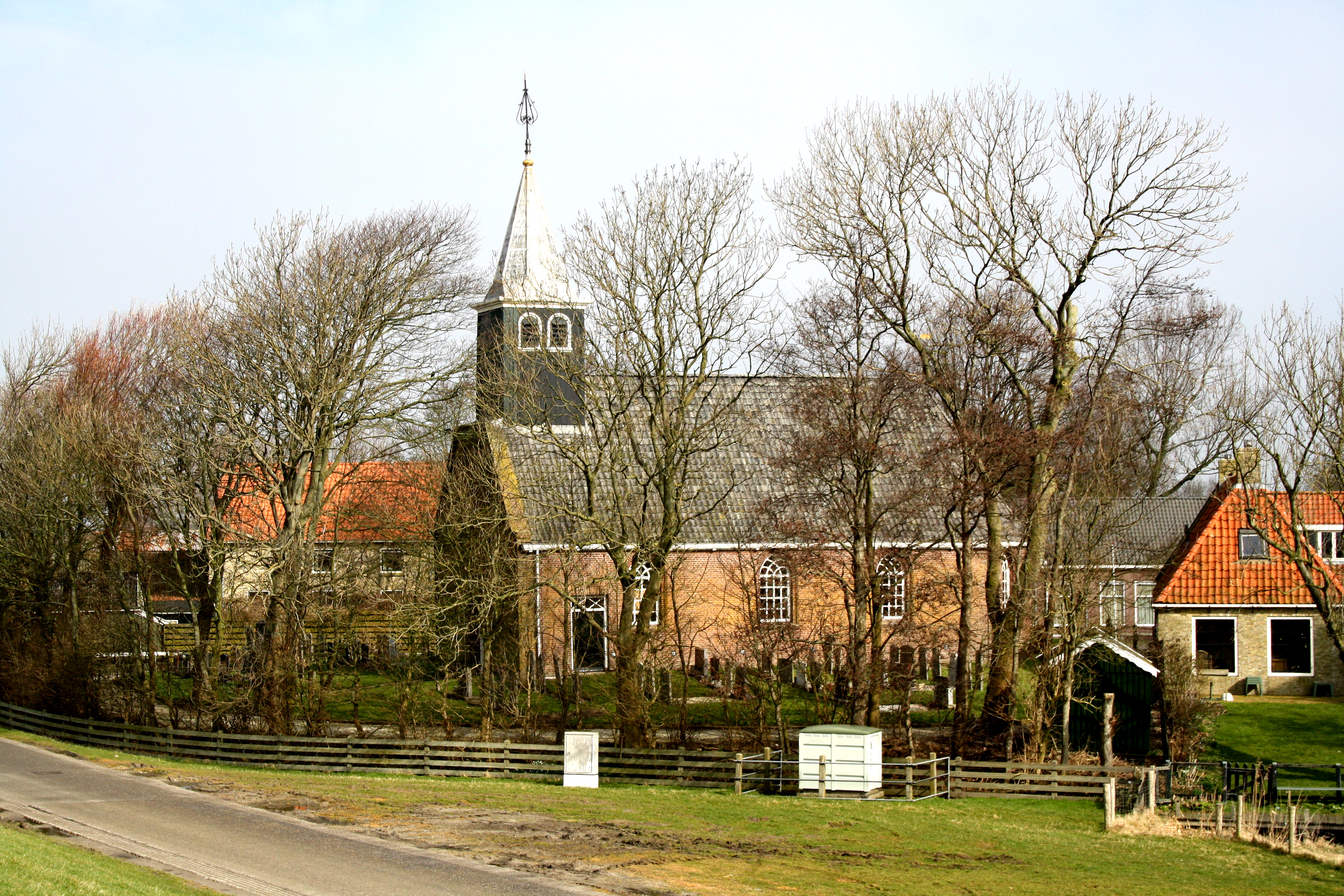
Церква в Гасті
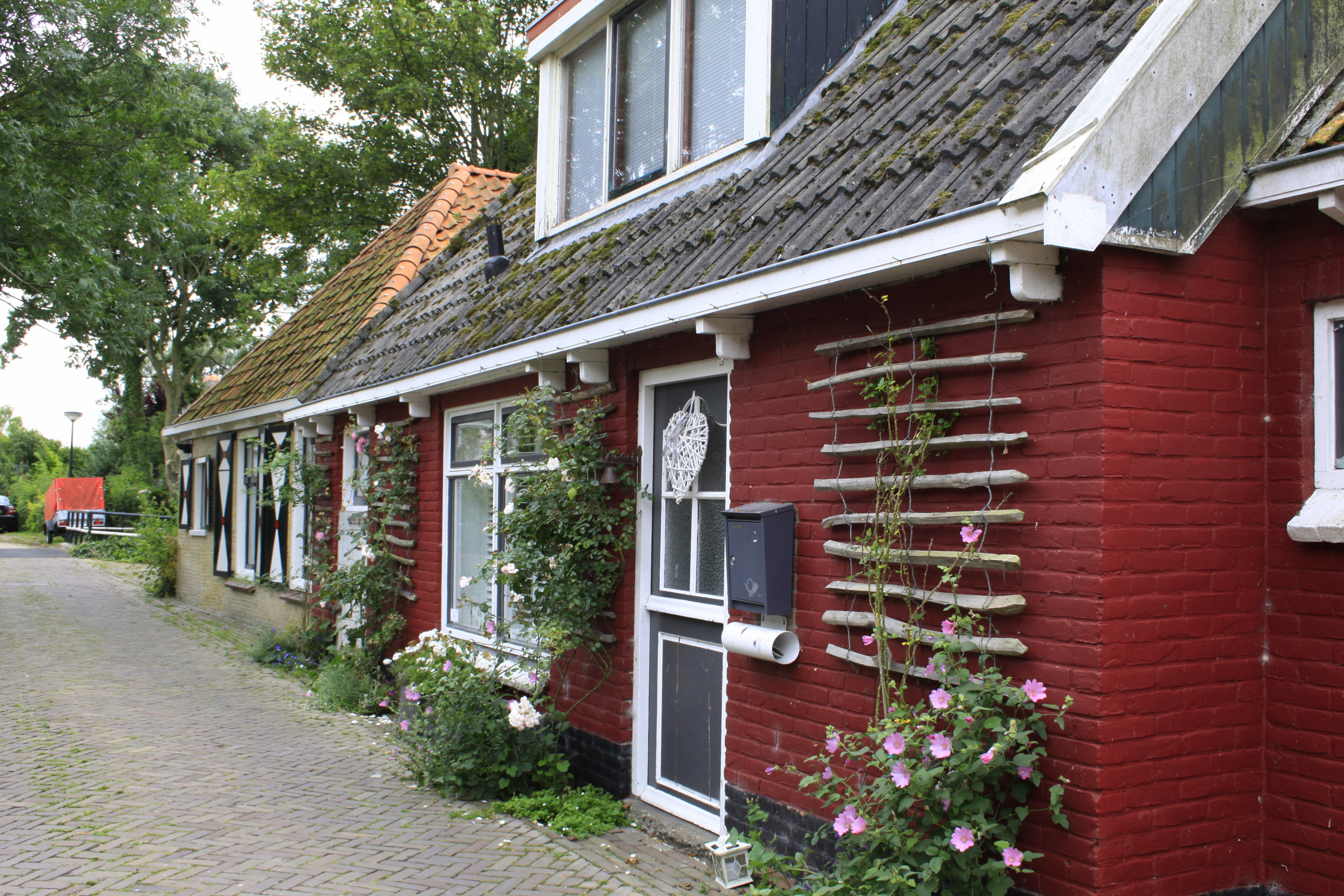
Сільська вулиця
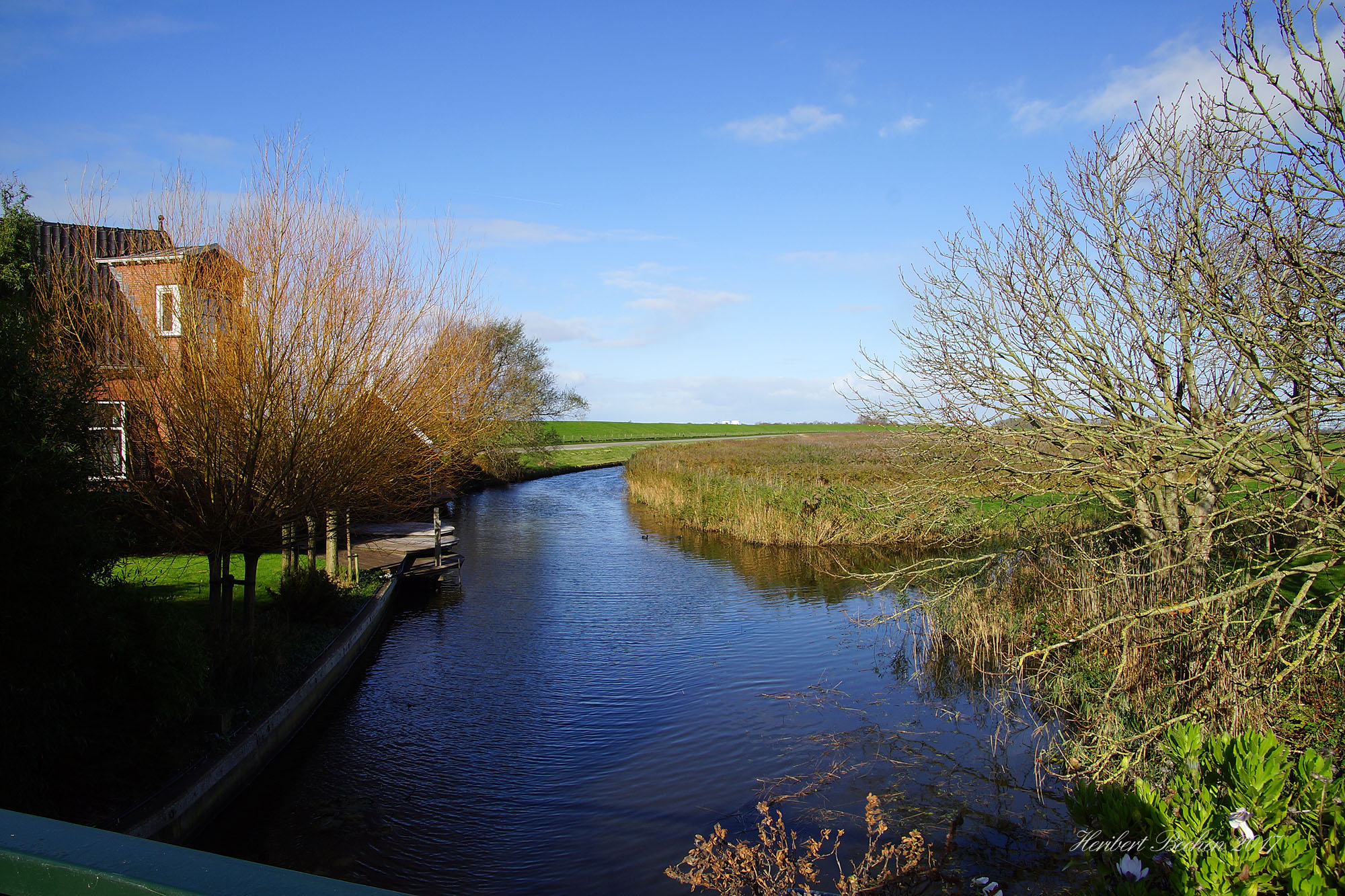
Вид на канал
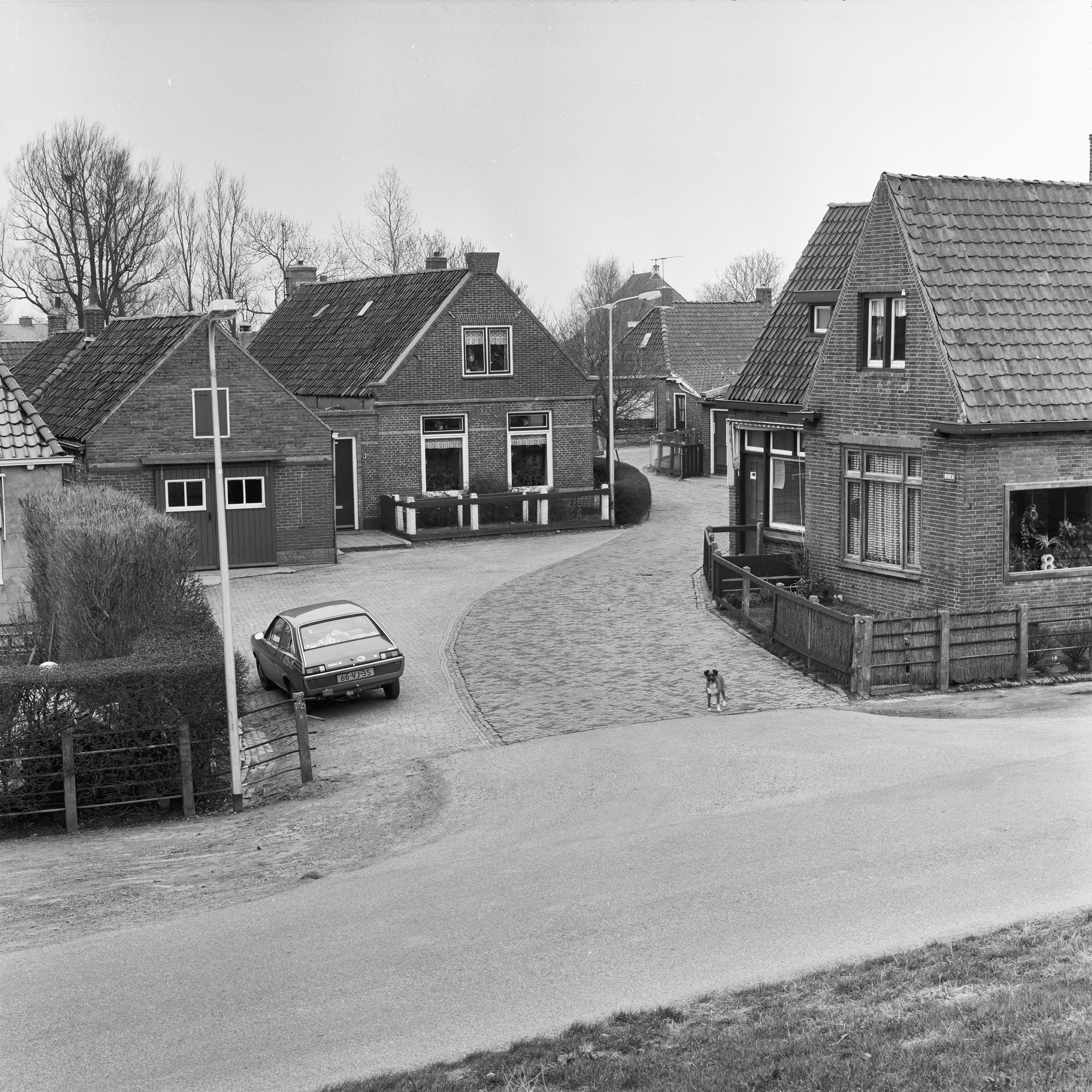
Сільська панорама (1979)